# Xylotrechus nunenmacheri
Xylotrechus nunenmacheri är en skalbaggsart som beskrevs av Van Dyke 1920. Xylotrechus nunenmacheri ingår i släktet Xylotrechus och familjen långhorningar. Inga underarter finns listade i Catalogue of Life.